# Plaisance (Nouvelle-France)
Pour les articles homonymes, voir Plaisance.

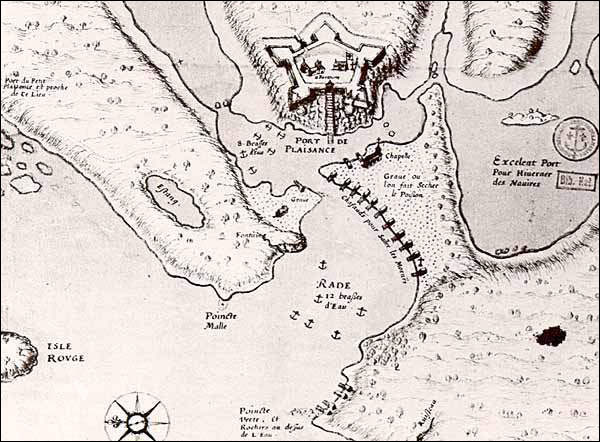
Fort de Plaisance

Plaisance, aujourd'hui nommé Placentia, est un ancien port français situé sur la côte sud de l'île de Terre-Neuve en Nouvelle-France. Le port est le point de départ de la pêche à la morue. 
Le site de Plaisance fut choisi aux alentours de 1655 pour installer un établissement français permanent à Terre-Neuve. Le nom Plaisance semble s'inspirer de la localité de Placentia de Guipuscoa, Pays basque. Espagne, qui, à défaut de se définir comme les Anglais et les Français, comme un maître de l'île, en partage du moins la découverte. 
Plaisance était dotée d'un gouverneur, de maisons, d'un Fort, d'une redoute et de jardins. Plaisance était aussi la capitale française de Terre-Neuve. Louis XIII et Louis XIV intervinrent dans son histoire. Le but était d'installer une autorité française à Terre-Neuve par l'apport du gouverneur de Plaisance.   
En 1663, on peut estimer la population de Plaisance à 200 soldats, colons et pêcheurs. Après le saccage de la ville par les Anglais en 1690, la ville compte environ 150 habitants.

## Démographie
| Année | Nombre d'habitants | Année | Nombre d'habitants |
| ----- | ------------------ | ----- | ------------------ |
| 1671  | 74                 | 1673  | 71                 |
| 1685  | 153                | 1687  | 119                |
| 1691  | 107                | 1693  | 108                |
| 1698  | 208                | 1704  | 158                |
| 1705  | 192                | 1706  | 205                |
| 1710  | 248                | 1711  | 189                |

- À son apogée, l'établissement comptait 450 habitants.

Louis XIV décide de faire fortifier la ville, celle-ci est défendue par une série de forts :
- Le Fort de Plaisance, construit en 1662
- Le Fort Royal en 1687
- Le Fort Saint-Louis en 1690

Des garnisons et des canons sont maintenus dans la ville.
Âprement disputé avec les Anglais, dont la capitale Saint-Jean ne se situait qu'à trois vallées de distance, Terre-Neuve tomba sous leur domination à la signature des Traités d'Utrecht en 1713.

## Référence
1. Source : Archives nationales d'outre-mer, G1 vol. 467 (Recensements de Plaisance)